# World Championship Tennis 1984
Il World Championship Tennis 1984 è stata una serie di tornei di tennis, rivale del Volvo Grand Prix 1984. 
È stato organizzata dalla World Championship Tennis (WCT). È iniziato il 3 gennaio con il Masters Doubles WCT ed è terminato il 12 maggio con la finale del WCT Tournament of Champions.

## Calendario

### Legenda
| WCT Finals     |
| Serie regolare |

### Gennaio
| Settimana | Torneo                                                | Vincitore                                            | Finalista               | Semifinalisti | Eliminati ai quarti |
| --------- | ----------------------------------------------------- | ---------------------------------------------------- | ----------------------- | ------------- | ------------------- |
| 3 gennaio | Masters Doubles WCT 1984 Londra, Gran Bretagna Doppio | Anders Järryd Hans Simonsson 1–6, 6–3, 7–6, 6–7, 6–4 | Pavel Složil Tomáš Šmíd |               |                     |

### Febbraio
| Settimana  | Torneo | Vincitore                             | Finalista                 | Semifinalisti                 | Eliminati ai quarti                               |
| ---------- | --- | ------------------------------------- | ------------------------- | ----------------------------- | ------------------------------------------------- |
| 6 febbraio | Richmond WCT 1984 Richmond, Stati Uniti Serie regolari 100 000 $ - Sintetico indoor - 32S/16D Singolare - Doppio | John McEnroe 6-3 7-6                  | Steve Denton              | Vitas Gerulaitis Mark Dickson | Stefan Edberg Eric Korita Greg Holmes Jimmy Arias |
| 6 febbraio | Richmond WCT 1984 Richmond, Stati Uniti Serie regolari 100 000 $ - Sintetico indoor - 32S/16D Singolare - Doppio | John McEnroe Patrick McEnroe 7–6, 6–2 | Steve Denton Kevin Curren | Vitas Gerulaitis Mark Dickson | Stefan Edberg Eric Korita Greg Holmes Jimmy Arias |

### Marzo
Nessun evento

### Aprile
| Settimana | Torneo | Vincitore                           | Finalista                 | Semifinalisti            | Eliminati ai quarti                                      |
| --------- | --- | ----------------------------------- | ------------------------- | ------------------------ | -------------------------------------------------------- |
| 2 aprile  | Houston Open 1984 Houston, Stati Uniti Serie regolari Terra rossa - 250 000 $ - 16S/8D Singolare - Doppio | Mark Dickson 6-3 6-2                | Sammy Giammalva           | Bill Scanlon Pat Cash    | Jimmy Arias Steve Denton Vijay Amritraj Tim Mayotte      |
| 2 aprile  | Houston Open 1984 Houston, Stati Uniti Serie regolari Terra rossa - 250 000 $ - 16S/8D Singolare - Doppio | Pat Cash Paul McNamee 7-5, 4-6, 6-3 | David Dowlen Nduka Odizor | Bill Scanlon Pat Cash    | Jimmy Arias Steve Denton Vijay Amritraj Tim Mayotte      |
| 24 aprile | WCT Finals 1984 Dallas, USA WCT Finals 500 000 $ - Sintetico indoor - 8S Singolare                        | John McEnroe 6-1 6-2 6-3            | Jimmy Connors             | Kevin Curren Jimmy Arias | Vitas Gerulaitis Johan Kriek Eliot Teltscher Tim Mayotte |

### Maggio
| Settimana | Torneo                                                                                        | Vincitore                          | Finalista                  | Semifinalisti             | Eliminati ai quarti                                     |
| --------- | --------------------------------------------------------------------------------------------- | ---------------------------------- | -------------------------- | ------------------------- | ------------------------------------------------------- |
| 6 maggio  | WCT Tournament of Champions 1984 Forest Hills, USA Terra rossa - 500 000 $ Singolare - Doppio | John McEnroe 6-4 6-2               | Ivan Lendl                 | Jimmy Connors Jimmy Arias | Aaron Krickstein Steve Meister Brad Drewett Johan Kriek |
| 6 maggio  | WCT Tournament of Champions 1984 Forest Hills, USA Terra rossa - 500 000 $ Singolare - Doppio | David Dowlen Nduka Odizor 7–6, 7–5 | Ernie Fernandez David Pate | Jimmy Connors Jimmy Arias | Aaron Krickstein Steve Meister Brad Drewett Johan Kriek |

### Giugno
Nessun evento

### Luglio
Nessun evento

### Agosto
Nessun evento

### Settembre
Nessun evento

### Ottobre
Nessun evento

### Novembre
Nessun evento

### Dicembre
Nessun evento